# К чёрту любовь (песня)
«К чёрту любовь» — песня украинской певицы Светланы Лободы, выпущенная 14 января 2016 года на лейбле «Лобода Мьюзик». Позднее песня вошла в третий студийный альбом певицы H2LO (2017).

## Предыстория и релиз
Автором её стал российский поэт и композитор Олег Влади. Песня рассказывает о женщине, которая пытается закончить сложные отношения, но вновь и вновь влюбляется в своего мужчину. По словам Лободы, песня была записана за месяц.
Впервые эту песню Лобода стала исполнять во время всеукраинского тура «Пора домой» осенью 2015 года.
В январе 2016 года песня была выпущена в цифровом формате и отправлена на радиостанции. Позже Лобода призналась, что она и команда не рассчитывали на успех на международном уровне, поскольку все предыдущие синглы, которые они присылали в Москву, радиостанции не принимали, а с песней «К чёрту любовь» они даже не стали делать новой попытки. На Украине песня сразу же стала подниматься вверх во всевозможных хит-парадах, а в скором времени и в Белоруссии, в Казахстане и России.
Первоначально сингл был выпущен на независимом лейбле «Лобода Мьюзик», однако в сентябре 2016 года Лобода подписала контракт с лейблом Sony Music Entertainment, согласно которому многие прошлые её синглы стали распространяться под эгидой Sony Music.
24 марта 2017 года был выпущен третий студийный альбом исполнительницы под названием H2LO, куда была включена и песня «К чёрту любовь», причём сразу в трёх версиях: оригинальной и в ремиксах от диджеев Kiriyakidi и Hardy Boy.

## Музыкальное видео
Релиз музыкального клипа состоялся 20 февраля 2016 года. Режиссёрское кресло вновь заняла продюсер певицы Нателла Крапивина, в качестве режиссёров-постановщиков были привлечены Ярослав Губский и Сергей Гуман (они также сыграли в клипе главные мужские роли), оператором выступил Иван Гудков. Съёмки длились более двух суток в одном из съёмочных павильонов Киева. Все трюки в клипе Лобода исполнила сама, для этого она наняла инструктора по акробатике, воздушной гимнастике и эквилибристике, а также прошла курс тренировок, где освоила технику выполнения сальто, фляков и рукопашного боя в полете.
В ролике певица предстает в образе роковой соблазнительницы, которая увлечена сразу двумя мужчинами и никак не может определиться, кого из них выбрать.
По состоянию на сентябрь 2021 года, видео имеет более 103 миллионов просмотров и является третьим самым популярным клипом певицы на YouTube.

## Рейтинги и награды
Согласно данным музыкального сервиса «Яндекс.Музыка», «К чёрту любовь» стала четвёртой самой популярной песней среди пользователей из России, а также самой популярной среди пользователей на Украине в 2016 году.
Благодаря песне Лобода получила свой первый «Золотой граммофон». На премиях «Высшая лига», «Реальная премия MusicBox» и Fashion People Awards «К чёрту любовь» была признана лучшей песней года, а на премии M1 Music Awards Лобода взяла главный приз за лучший видеоклип.

## Чарты
| Чарт (2016—2017)                           | Высшая позиция |
| ------------------------------------------ | -------------- |
| Киев (Tophit City & Country Radio Hits)    | 1              |
| Москва (Tophit City & Country Radio Hits)  | 20             |
| Россия (TopHit City & Country Radio Hits)  | 9              |
| Россия (TopHit Radio & YouTube Hits)       | 3              |
| Россия (TopHit YouTube Hits)               | 13             |
| СНГ (TopHit Radio Hits)                    | 3              |
| Украина (FDR Top 40)                       | 1              |
| Украина (FDR UA Top 20)                    | 1              |
| Украина (TopHit City & Country Radio Hits) | 1              |

| Чарт (2016—2017)                           | Высшая позиция |
| ------------------------------------------ | -------------- |
| Киев (Tophit City & Country Radio Hits)    | 1              |
| Москва (Tophit City & Country Radio Hits)  | 23             |
| Россия (TopHit City & Country Radio Hits)  | 13             |
| Россия (TopHit Radio & YouTube Hits)       | 5              |
| Россия (TopHit YouTube Hits)               | 40             |
| СНГ (TopHit Radio Hits)                    | 3              |
| Украина (TopHit City & Country Radio Hits) | 1              |

| Чарт (2016)                                | Позиция |
| ------------------------------------------ | ------- |
| Киев (Tophit City & Country Radio Hits)    | 1       |
| Москва (Tophit City & Country Radio Hits)  | 60      |
| Россия (TopHit City & Country Radio Hits)  | 24      |
| Россия (TopHit Radio & YouTube Hits)       | 13      |
| СНГ (TopHit Radio Hits)                    | 9       |
| Украина (FDR Top 40)                       | 2       |
| Украина (TopHit City & Country Radio Hits) | 1       |
| Чарт (2017)                                | Позиция |
| Россия (TopHit City & Country Radio Hits)  | 147     |
| Россия (TopHit Radio & YouTube Hits)       | 111     |
| Россия (TopHit YouTube Hits)               | 87      |
| СНГ (TopHit Radio Hits)                    | 143     |
| Украина (TopHit City & Country Radio Hits) | 54      |
| Чарт (2018)                                | Позиция |
| Россия (TopHit YouTube Hits)               | 120     |

## История релиза
| Регион | Дата            | Формат                      | Лейбл                    | Прим.  |
| ------ | --------------- | --------------------------- | ------------------------ | ------ |
| СНГ    | 11 января 2016  | Радиоротация                | Лобода Мьюзик            | [ 21 ] |
| Мир    | 14 января 2016  | Цифровая загрузка, стриминг | Лобода Мьюзик            | [ 21 ] |
| Мир    | 9 сентября 2016 | Цифровая загрузка, стриминг | Sony Music Entertainment | [ 44 ] |